# Список музеев Атланты
Список музеев Атланты включает в себя музеи, которые в целях формирования данного списка определяются как организации (включая некоммерческие, правительственные и частные), которые собирают и сохраняют объекты культурного, художественного, научного или исторического значения, а также предоставляют публичный доступ к своим коллекциям или связанным с ними экспонатам. Помимо этого, в список включены некоммерческие и университетские художественные галереи. Представленные только в Интернете музеи (виртуальные музеи) в список не входят.
Данный список включает в себя музеи города Атланты и непосредственно прилегающих к нему населённых пунктов Друид-Хилс и Хейпвиль.
| Название                                                                  | Изображение | Местоположение   | Тематика             | Описание |
| ------------------------------------------------------------------------- | ----------- | ---------------- | -------------------- | --- |
| Музей APEX                                                                |             | Свит-Оберн       | Афроамериканский     | Исторический вклад афроамериканцев в США и по всему миру |
| Центр современного искусства Атланты                                      |             | Вест-Мидтаун     | Искусство            | Местное, национальное и международное современное искусство; образовательная программа центра ориентирована на работающих художников и коллекционеров искусства |
| Циклорама Атланты и Музей Гражданской войны                               |             | Грант-парк       | Гражданская война    | Экспозиция содержит изображения и предметы, посвящённые Гражданской войне и циклораму с изображением Сражения за Атланту |
| Центр истории Атланты                                                     |             | Бакхед           | История              | История Атланты и Джорджии; включает в себя Музей столетия Олимпийских игр и одну из самых полных в стране экспозиций по Гражданской войне |
| Музей денег в Атланте (Atlanta Monetary Museum)                           |             | Мидтаун          | Нумизматика          | История денег, банковского дела в Америке, а также Федеральной резервной системы; находится в ведении Федерального резервного банка Атланты |
| Музей еврейского наследия и Холокоста имени Уильяма Бремана               |             | Мидтаун          | Еврейский            | История еврейского народа, особенно акцентированная на Джорджию и Холокост |
| Центр изящных искусств Калланволд                                         |             | Друид-Хилс       | Искусство            | Сообщество центра искусств; в галерее проходят выставки одного участника и иногда групповые выставки для того, чтобы появились упоминания о местных художниках в различных средствах массовой информации                                                                       |
| Центр кукольного искусства                                                |             | Мидтаун          | Кукольный            | Марионетки разных исторических периодов и стран |
| Детский музей Атланты                                                     |             | Лаки-Мариетта    | Детский              | Ранее назывался «Представьте! Детский музей Атланты» (англ. Imagine It! The Children's Museum of Atlanta) |
| Художественная галерея университета имени Кларка                          |             | Вест-Энд         | Искусство            | Афроамериканское искусство |
| Зал славы студенческого футбола                                           |             | Лаки-Мариетта    | Спорт                | Прославляет спортсменов-студентов со всей территории США |
| Музей центров по контролю и профилактике заболеваний имени Дэвида Сенсера |             | Друид-Хилс       | Медицина             | Экспозиция посвящена вопросам общественного здравоохранения, управляется Центрами по контролю и профилактике заболеваний США |
| Музей авиации Delta                                                       |             | Хейпвиль         | Авиация              | Самолеты, авиация, история компании Delta Air Lines |
| Музей естественной истории Фернбанк                                       |             | Друид-Хилс       | Естественная история | Естественная история и развитие Земли |
| Научный центр Фернбанк                                                    |             | Друид-Хилс       | Наука                | Планетарий, телескоп и Лес Фернбанк |
| Центр искусств Ферста                                                     |             | Мидтаун          | Искусство            | Современное искусство и фотография |
| Музей капитолия Джорджии                                                  |             | Саут-Даунтаун    | История              | Экспозиция представляет естественную и антропогенную историю Джорджии |
| Особняк губернатора Джорджии                                              |             | Бакхед           | Историческое здание  | Официальная резиденция губернаторов Джорджии середины XX века |
| Музей Хэммондс-хаус                                                       |             | Вест-Энд         | Афроамериканский     | Афроамериканские изобразительное искусство и культура; музей расположен в историческом здании, построенном в стиле королевы Анны |
| Музей хейпвильского депо                                                  |             | Хейпвиль         | Краеведение          | Находится в ведении Хейпвильского исторического общества |
| Дом Херндона                                                              |             | Вест-Энд         | Историческое здание  | Дом Алонзо Франклина Херндона, прошедшего путь от рождения в рабстве до того, чтобы стать первым афроамериканским миллионером Атланты |
| Музей искусств Хай                                                        |             | Мидтаун          | Искусство            | Один из крупнейших художественных музеев Юго-востока США; в коллекции музея обширное собрание американского искусства XIX—XX веков, а также европейского, декоративно-прикладного, афроамериканского, африканского и современного искусства, фотографий                        |
| Музей и зал славы Атланта Брэйвз имени Айвена Аллена младшего             |             | Саммерхил        | Спорт                | Музей посвящён команде Атланта Брэйвз |
| Библиотека и музей имени Джимми Картера                                   |             | Понси-Хайленд    | Биографический       | Президентская библиотека, в коллекции находятся документы и предметы, связанные с президентом Джимми Картером и жизнью семьи Картеров |
| Национальное историческое место Мартина Лютера Кинга                      |             | Олд-Форт-Уорд    | История              | Включает экспозицию Движения за гражданские права чернокожих в США; дом, где провёл детство Мартин Лютер Кинг; церковь, где он был священником, а также место его последнего пристанища                                                                                        |
| Дом-музей Маргарет Митчелл                                                |             | Мидтаун          | Историческое здание  | Музей посвящён жизни Маргарет Митчелл, а также роману «Унесённые ветром» и снятому по нему одноимённому фильму |
| Музей имени Майкла Карлоса                                                |             | Друид-Хилс       | Искусство            | Искусство от времён Древних Египта, Греции, Рима, Ближнего Востока, Северной и Южной Америки до Чёрной Африки XIX—XX веков, а также европейских и американских произведений на бумаге от Ренессанса до наших дней; самая большая коллекция античного искусства Юго-Востока США |
| Миллениум-гейт                                                            |             | Атлантик-Стейшен | Искусство            | История, архитектура, культура и филантропическое наследие Джорджии |
| Музей современного искусства Джорджии                                     |             | Бакхед           | Искусство            | Архив сотен произведений живописи, гравюры, скульптуры и фотографии современных художников Джорджии |
| Музей дизайна                                                             |             | Мидтаун          | Дизайн               | Единственный музей дизайна на Юго-Востоке США |
| Национальный музей декоративной живописи                                  |             | Мидтаун          | Искусство            | Музей собирает, сохраняет и экспонирует предметы декоративной живописи разных исторических периодов и стран |
| Афроцентристский педагогический музей «Оменала Гриот»                     |             | Вест-Энд         | Афроамериканский     | Афроцентристский педагогический музей |
| Родс-холл                                                                 |             | Мидтаун          | Историческое здание  | Особняк 1904 года в неороманском стиле |
| Музей бумаги имени Роберта Уильямса                                       |             | Мидтаун          | Искусство            | Художественная выставка работ из бумаги, а также выставка по науке и технологии бумажного производства |
| Музей изящных искусств колледжа Спелман                                   |             | Вест-Энд         | Искусство            | Искусство женщин и о женщинах африканской диаспоры в США |
| Сван-хаус                                                                 |             | Бакхед           | Историческое здание  | Мебель 1920-х — 1930-х годов |
| Южный педагогический музей                                                |             | Хейпвиль         | Разное               | Открыт только для групп школьников |
| Дом Тулли Смита                                                           |             | Бакхед           | Историческое здание  | Плантаторский дом 1840 года |
| Мир Кока-Колы                                                             |             | Лаки-Мариетта    | Корпоративный        | История компании Кока-кола |
| Дом Джоэля Чандлера Харриса                                               |             | Вест-Энд         | Историческое здание  | Дом конца XIX века, принадлежавший Джоэлю Чандлеру Харрису, автору «Сказок дядюшки Римуса» |